# Pogoń Siedlce
Pogoń Siedlce (offiziell: Miejski Klub Piłkarski Pogoń Siedlce) ist ein polnischer Fußballverein aus Siedlce in der Woiwodschaft Masowien.

## Geschichte

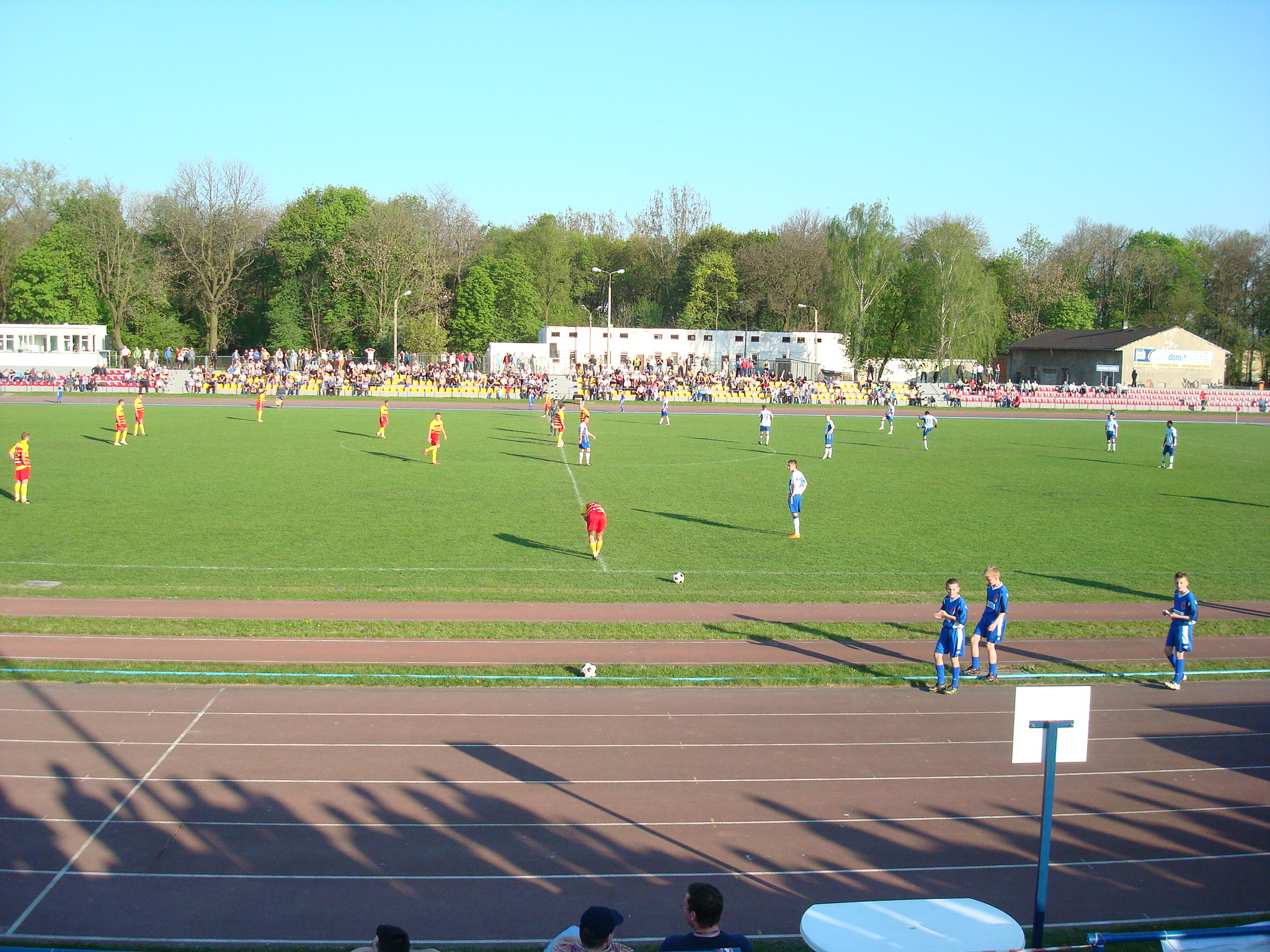
Spiel von Pogoń Siedlce gegen Jagiellonia Białystok

Der Fußballverein Pogoń Siedlce entstand im Jahre 1944, als MKS Pogoń Siedlce sich entschloss, eine Fußballabteilung zu eröffnen. MKS Pogoń Siedlce ist bekannt für seine Rugbyabteilung, die zurzeit in der höchsten polnischen Rugbyklasse, der Ekstraliga, spielt. In der Saison 2013/14 wurde sie Zweiter hinter der Rugbyabteilung von Lechia Danzig.
Zu Beginn spielte Pogoń Siedlce ausschließlich in den unteren Ligen, bis es dem Verein in der Saison 1985/86 gelang, in die 2. Liga aufzusteigen. Die besten Ergebnisse im polnischen Fußballpokal erzielte Pogoń Siedlce mit dem Erreichen des Viertelfinales 1987, in dem sie 6:1 gegen Legia Warschau ausschieden und mit dem Erreichen des Achtelfinales im Jahr 2000. Damals verloren sie 2:0 gegen Górnik Zabrze.
In der Saison 2013/14 gelang dem Verein nach mehr als zwanzig Jahren in der 2. Liga der Aufstieg in die zweithöchste polnische Spielklasse, die 1. Liga. In der Saison 2014/15 wurden sie Fünfzehnter und mussten damit in die Relegation. Dort setzten sie sich knapp mit 1:1 im Heimspiel und 2:2 auswärts aufgrund der Auswärtstorregel gegen Raków Częstochowa aus der 2. Liga durch und schafften somit den Klassenerhalt.
In der Saison 2017/18 musste der Verein als Fünfzehnter erneut in die Relegation, wo man sich nicht gegen Garbarnia Kraków durchsetzen konnte und daher wieder in die 2. Liga abstieg.